# Iwan Stefan
Iwan Stefan (bułg.: Иван Стефан, Iwan Stefan; zm. 1373) – car bułgarski w latach 1330–1331. Syn cara bułgarskiego Michała III Szyszmana.
Iwan Stefan urodził się jako syn następcy tronu książęcego w Widyniu Michała Szyszmana i królewny serbskiej Anny Nedy. Data jego urodzenia jest ustalana w oparciu o datę ślubu jego rodziców. Wedle jednej koncepcji do ślubu doszło w 1292 roku. Po ucieczce cara bułgarskiego Jerzego I Tertera i objęciu władzy przez Smilca, ojciec Anny, Stefan Milutin wraz z bratem Stefanem Dragutinem, wykorzystując osłabienie Bułgarii najechali i podbili obejmujące ziemię widyńską państwo księcia Szyszmana. Ostatecznie przy pomocy Nogaja Szyszman odzyskał swoje księstwo. W wyniku rokowań jego syn Michał Szyszman był jednak zmuszony poślubić Annę Nedę.
Zdaniem J. Fine’a rezultatem rokowań w 1292 roku był ślub Szyszmana z córką żupana serbskiego Dragasza, natomiast ślub Michała i Anny nastąpił dopiero po 1308 roku, ponieważ 15 czerwca 1308 roku Anna Neda została zaręczona z Karolem de Valois, synem Karola de France Comte de Valois. Małżeństwo z francuskim księciem ostatecznie nie doszło do skutku i jakiś czas później Anna została wydana za księcia widyńskiego Michała Szyszmana. W zależności od przyjętej koncepcji Iwan Stefan mógł przyjść na świat po 1292 lub po 1308 roku.
W 1313 roku po śmierci ojca Michał Szyszman objął władzę w księstwie widyńskim stając się władcą samodzielnego państwa położonego pomiędzy Bułgarią a Serbią. W 1323 roku, po śmierci cara Jerzego II Tertera, narastający chaos w państwie i postępy Bizantyńczyków skłoniły bojarów tyrnowskich do obrania Michała Szyszmana carem. Obejmując władzę w Bułgarii, Michał III Szyszman ogłosił Iwana Stefana współwładcą. W 1324 roku, po rocznych walkach z Bizancjum i jego stronnikami i wyparciu ich z granic Bułgarii, Michał zawarł pokój z cesarzem Andronikiem II Paleologiem. W wyniku pertraktacji pokojowych oddalił Annę Nedę i uwięził ją wraz z synem, a pojął za żonę wnuczkę cesarza, wdowę po carze Teodorze Swetosławie, Teodorę Paleologinę.
W 1330 roku, próbując przeciwstawić się dalszej ekspansji serbskiej w Macedonii, Michał III Szyszman w przymierzu z cesarzem bizantyńskim Andronikiem III Paleologiem najechał Serbię. Wkrótce po rozpoczęciu działań wojennych zginął 28 lipca w bitwie pod Welbużdem. Zwycięski król serbski, brat Anny Nedy Stefan Deczański, zawarł po bitwie pokój z Bułgarami. Do Serbii przyłączono Nisz, a Bułgarzy na mocy układu oddali tron carski siostrze króla serbskiego Annie Nedzie i jej starszemu synowi Iwanowi Stefanowi. Jeszcze tego samego roku na osłabioną Bułgarię najechał jej dotychczasowy sojusznik Andronik III Paleolog, ujmując się za wygnaną siostrą, wdową po Michale III Szyszmanie, Teodorą. Grecy zdobyli północno-wschodnią Trację z Anchialos, Messembrią, Ajtos, Ktenią, Rosokastro i Diampolem. Regentka Anna i car Iwan Stefan byli bezsilni. Tymczasem w Serbii wybuchł przeciw królowi bunt możnowładców na którego cele stanął syn królewski Stefan Duszan. Korzystając z wojny domowej w Serbii wiosną 1331 roku dwaj bojarzy bułgarscy: protowestiarit Raskin i logoteta Filip, wzniecili bunt i strącili z tronu carową Annę i jej syna Iwana Stefana, nowym carem obierając siostrzeńca Michała III Szyszmana, Iwana Aleksandra. Iwan Stefan wraz z matką zbiegli do Serbii.
Po poślubieniu przez nowego króla serbskiego Stefana Duszana siostry cara bułgarskiego, Iwan Stefan zbiegł do Neapolu. Był tam znany pod imieniem Ludwika (Lodovico). Pomiędzy 1332 a 1342 rokiem poślubił Agnieszkę z Tarentu, nieślubną córkę Filipa z Tarentu, księcia Achai i Tarentu, tytularnego cesarza Konstantynopola. W 1342 roku uciekł wraz z Janem Kantakuzenem do Konstantynopola. Zginął w 1373 roku w bitwie pod Slobozią w Rumunii.

## Rodzina
|                                 |                                 |                                        |                                        |                                |                                |   |  |                                     |                                     |        |        |
| Szyszman                        |                                 |                                        |                                        |                                |                                |   |  |                                     |                                     |        |        |
|                                 |                                 |                                        |                                        |                                |                                |   |  |                                     |                                     |        |        |
|                                 |                                 |                                        |                                        |                                |                                |   |  |                                     |                                     |        |        |
| 1 Anna Neda                     | 1 Anna Neda                     | Michał III Szyszman (panował 1323–1330 | Michał III Szyszman (panował 1323–1330 | 2 Teodora Paleologina          | 2 Teodora Paleologina          |   |  | Keraca Petrica ∞ despota Stracimir  | Keraca Petrica ∞ despota Stracimir  | Belaur | Belaur |
|                                 |                                 |                                        |                                        |                                |                                |   |  |                                     |                                     |        |        |
|                                 |                                 |                                        |                                        |                                |                                |   |  |                                     |                                     |        |        |
|                                 | 1                               | 1                                      | 1                                      | 1                              | 1                              | 1 |  |                                     |                                     |        |        |
| Iwan Stefan (panował 1330–1331) | Iwan Stefan (panował 1330–1331) | Szyszman                               | Szyszman                               | Michał kniaź Widynia i despota | Michał kniaź Widynia i despota |   |  | Iwan Aleksander (panował 1331–1371) | Iwan Aleksander (panował 1331–1371) |        |        |